# Guido Manusardi
Guido Manusardi (Chiavenna, 3 dicembre 1935) è un pianista e compositore italiano.

## Biografia
Agli inizi della sua carriera si sposta in Svizzera, Germania, Paesi Bassi, Danimarca e alla fine in Svezia dove risiede stabilmente per cinque anni. È a Stoccolma che Manusardi incontra Red Mitchell con il quale stabilisce un legame di profonda amicizia e collaborazione musicale.
Nel 1967, in seguito ad un primo rientro in Italia, si trasferisce a Bucarest dove vive per 7 anni, quindi rientra definitivamente in Italia.
Il suo album Live Recorded at the Lubiana Jazz Festival vince il Premio della critica discografica e nel 1977 il suo solo Delirium vince lo stesso premio e Manusardi viene indicato come Musicista dell'anno; quindi viene invitato col suo quartetto al Jamboree Jazz Festival di Varsavia.
Nel 1978 viene invitato al Festival Jazz di Montreux: Guido Manusardi è il primo jazzman italiano ad essere invitato al Festival.
Manusardi ha suonato e registrato con molti grandi jazzisti: Roy Eldridge, Bobby Hackett, Art Farmer, Don Byas, Dexter Gordon, Al Heath, Slide Hampton, Johnny Griffin, Red Mitchell, Lee Konitz, Jimmy Cobb, Jerry Bergonzi, Victor Lewis, Billy Higgins, Cecil Payne, Shelly Manne, Booker Ervin, Joe Venuti, Curtis Fuller, Kay Winding, Jimmy Owens, Lou Donaldson, Joe Morello, Art Taylor, Hal Singer, Sture Nordin, Bjorne Alke, Lennart Aborg, Petur Ostlund Island, Zbigniew Namyslowsky, Niels Henning Orsted Pedersen.
Dal 1997 è direttore artistico del Valtellina Jazz Festival e dal 1999 di Musica Viva Jazz Workshop e So Jazz.
Il 2000 è un anno importante per Guido Manusardi: viene invitato dal Direttore del MOCA – Museo d'arte contemporanea di Los Angeles – a suonare al museo con Billy Higgins e Trevor Ware. Durante la tournée Manusardi ha suonato con Billy e Trevor al World Stage – Hot Spot di Hollywood registrando un cd Live – Live at the Hot Spot.
Guido Manusardi è uno dei pochissimi artisti italiani inclusi da Leonard Feather nella sua Jazz Encyclopaedia. Recente la collaborazione col contrabbassista russo Yuri Goloubev con il quale ha inciso nel 2006.

## Discografia parziale

### LP
- 1967 Blue Train (trio) (Swedisc)
- 1967 Free jazz (quintet) (Electrorecord)
- 1968 Impresii din vacanta (quintet) (Electrorecord)
- 1969 The Manusardi Sound (sextet) (Dire), FO 335)
- 1971 Tribute To Louis (quartet) (CBS)
- 1973 Make Someone Happy (trio) (Family)
- 1978 Live in Montreux-Piano performance (piano solo) WEA
- 1978 Delirium (piano solo) Atl
- 1981 Bridge Into New Generation (quintet) Splasc(h)
- 1983 Maestro + Maestro (duo) (& Red Mitchell) Splasc(h)
- 1983 Children Dance (& Hugo Heredia) (Dire, FO 380)
- 1985 Downtown (trio) (Soul Note)
- 1986 Outstanding - Live in Tirano (piano solo) Splasc(h)
- 1991 Together Again (& Red MItchell) (Soul Note)
- 1997 The Village Fair (trio) (Soul Note)
- 2006 No More No Less (trio) (SondHill Records)
- 2007 Folk Tales (quartet) (Soul Note)